# Il valzer della polvere
Il Valzer della Polvere è un romanzo grafico ispirato alle vicende della serie televisiva Buffy l'ammazzavampiri.
Si tratta in assoluto di una delle prime opere grafiche dedicate al mondo della Cacciatrice ma non è stata presentata nel formato fumetto con pubblicazione mensile come la contemporanea serie regolare, di cui non fa parte. In Italia il romanzo è stato pubblicato nel 2000 come numero zero della nascente collana che la casa editrice Play Press aveva intenzione di dedicare a Buffy (il progetto è però naufragato dopo sole 5 pubblicazioni).
La vicenda è ambientata durante la seconda stagione televisiva.

## Trama

### Capitolo 1: Promenade
Su una nave crociera diretta in California viaggiano due strane creature: Lamia, una vampira molto antica, ed un guerriero Maori. Sono diretti alla Bocca dell'Inferno dove affronteranno la sorella Lilith ed il suo campione. Sulla stessa nave sta viaggiando anche Jane, la nipote di Giles, archeologa in visita allo zio. L'Osservatore si reca a riceverla al porto accompagnato da Buffy, Willow e Xander e quest'ultimo rimane subito impressionato dall'avvenente bellezza della ragazza. Lo scopo della visita di Jane risulta essere anche lo studio dei misteri di Sunnydale e per ottenere informazioni precise adesca con un ballo il povero Xander.
Più tardi, Buffy ed Angel si stanno godendo un momento di riposo dopo una battaglia con alcuni vampiri quando compare Lilith, la madre di tutti i vampiri. Angel, riconoscendola, intima a Buffy di fuggire ma vengono bloccati dal vampiro Ada, il campione scelto da Lilith, che tuttavia la Cacciatrice elimina rapidamente. Rimasta priva del suo guerriero, la madre dei vampiri scatena le forze della natura e fa crollare un albero addosso ai due fuggitivi. Angel viene portato via dai servi di Lilith mentre Buffy, raggiunge i compagni in biblioteca e li informa dell'accaduto. Davanti alla Bocca dell'Inferno, Lilith decide di usare Angel come suo nuovo campione perché il valzer della polvere deve avvenire ugualmente.

### Capitolo 2: Moon dance
Jane, Willow e Xander si addentrano in un tunnel alla ricerca di informazioni su Lilith ma vengono sorpresi da alcuni licantropi e costretti alla fuga. Si imbattono in Cordelia, furibonda di gelosia nei confronti di Jane, e tutti vengono circondati dai lupi mannari. Nel frattempo, Giles informa Buffy sul motivo della presenza di Lilith e sul suo progetto di duello con la sorella Lamia per permettere al vincitore di evocare un antico demone dalla Bocca dell'Inferno. La Cacciatrice entra in azione e penetra nelle viscere della terra per raggiungere il luogo dove avverrà il valzer della polvere. Nascosta dietro una roccia, Buffy scorge Angel incatenato così come Xander, Willow e Cordelia. Vorrebbe correre ad informare Giles ma viene scoperta e costretta a combattere.
- Curiosità: mentre i ragazzi sono circondati dai licantropi scopriamo dalle battute di Cordelia e Willow che Oz è già un licantropo; questo contraddice quanto sappiamo dalla serie televisiva, e cioè che la prima trasformazione di Oz avviene dopo che Angel ha perduto l'anima ed è tornato ad essere Angelus.

### Capitolo 3: Il valzer della polvere
Buffy propone a Lilith di combattere al posto di Angel e chiede in cambio la liberazione di tutti i suoi amici. La signora dell'oscurità accetta e concede quanto chiesto dalla Cacciatrice a patto che sopravviva alla prova. Il licantropo Cecil, il guerriero Maori di Lamia, si lancia all'attacco ma Buffy, dopo alcuni tentativi andati a vuoto, riesce a sconfiggerlo facendolo precipitare nella Bocca dell'Inferno. Sembra che il valzer della polvere si sia concluso ma il sacrificio dello sconfitto rende possibile a Lilith l'invocazione del demone anziano Azogg-Mon, il vero avversario finale di questo confronto. Buffy astutamente si lascia inseguire dall'enorme drago passando vicino a Lamia che viene divorata dal demone. Furiosa per la perdita della sorella, Lilith richiama il drago e lo costringe a ritornare nella Bocca dell'Inferno che, richiudendosi, risucchia tutti i vampiri ed i licantropi. Buffy, Angel ed i ragazzi, liberati nel frattempo da Giles e Jane, riescono a fuggire in tempo prima del crollo della caverna dove si è compiuto il rituale. Alcuni giorni dopo, il gruppo è nuovamente al porto a salutare la partenza di Jane che, prima di andarsene, bacia Xander sulla bocca appositamente per far arrabbiare Cordelia.